# 美浜事件
美浜事件（みはまじけん）は、北朝鮮（朝鮮民主主義人民共和国）が日本や韓国（大韓民国）に対する諜報・謀略活動を目的として、工作船を用いて北朝鮮工作員を日本に密入国させようとした事件。1990年10月28日に発生した漂着事件。福井県三方郡美浜町の海岸に、2人の遺体と工作子船が打ち上げられた。

## 概要
1990年（平成2年）10月28日早朝、福井県美浜町久々子の海岸（通称「松原海岸」）に木製の小型船が打ち上げられていた。強風・波浪注意報が発せられて海が荒れた前日に難破したものとみられ、船の後部が著しく破損していた。また、男性の水死体2体が海岸に漂着しており、海岸の松林の中からは水中スクーターが発見された。
小型船は、全長8.95メートル、幅2.54メートル、深さ0.90メートルの大きさで、船体に船名などの記載はなく、船籍も不明で、大半がベニヤ板から製造されていた。この船を調べたところ、軽量化により高速化が図られていた。また、船の規模に似合わない大きなエンジン（アメリカ合衆国製）を3基搭載していた。操舵室には日本製のレーダーが備えられ、備品として長さ3.45メートル、幅1.47メートルのゴムボートが収納されていて、母船－子船－ゴムボート（または水中スクーター）という3つの段階を経た侵入・脱出の手法が想定されている。
全長1.5メートルの水中スクーターは、2001年3月に富山県黒部市の海岸で発見されたものと同様、緑色で円筒形をなし、動力は16個のバッテリー（アルカリ蓄電池）によっている。航続距離は8キロメートルから10キロメートルと推定される。3人がつかまりながら移動することが可能で、波打ち際から80メートル内陸に入った松林から見つかったことを考慮すると、このとき、生きて上陸に成功した工作員もいたことが推測される。
遺体の遺留品は、金日成・金正日肖像入りの赤色手帳、水を加えて使用する非常食のでんぷん粉、タバコ、暗号解読のための乱数表、換字表、暗視鏡、当時着用の衣類（日本製）などである。でんぷん粉は、大麦ともち米を混ぜて加熱処理したもので、携行には風船を使用した。赤色手帳は、敦賀警察署によれば、漂着した服の心臓の上に当たる左胸ポケットに収められていたことを視認しており、これは金父子への忠誠を意味するものと考えられる。
福井県警察は遺体となって発見された2人を北朝鮮工作員と断定し、出入国管理法（出入国管理及び難民認定法）違反（不法入国）の疑いで書類送検した。
この事件では日本海沿岸から組織的・計画的に工作員の潜入や脱出を図る北朝鮮の行為が明らかとなったが、北朝鮮当局は事件への関与を否定している。警察では、北朝鮮工作員は、母船から小舟に乗り換え、海上保安庁などに発見されないよう気をつけて海岸を目指したものと考えている。また、若狭湾沿岸地域に密に分布する原子力発電所の明かりを上陸ポイントの確認に役立てたと考え、この海岸からJR小浜線美浜駅までは1キロメートルほどの距離しかなく、工作員が近畿・東海地方へ潜入を企てた場合、上陸に好適な条件がそろっていたものとの判断を示している。

## 母船と子船
漂着した工作子船の実物は日本に存在しており、福井県警察のホームページでも写真が公開されている。
工作母船は、他の事件での発見例によれば、工作子船を収納する特殊な造りになっており、船尾には子船が出入りするための観音開きの扉がある。1999年（平成11年）の能登半島沖不審船事件では、2隻の工作母船「第一大西丸」「第二大和丸」から観音開き扉の合わせ目が確認されており、2001年（平成13年）に奄美群島沖で発生した九州南西海域工作船事件の船も、潜水調査で船尾に扉のあったことが視認された。これら3隻の母船は100トン級で全長約30メートルであり、いずれも朝鮮労働党作戦部に所属する。工作母船は決して日本の中古漁船を改造したものではなく、徹底的に特別仕様のほどこされた特注品である。
工作子船は、能登半島沖の事件では時速70キロメートル近い速度を出しており、1基1,100馬力のエンジン（北朝鮮製）を4基備えていた。本事件で美浜町の海岸に打ち上げられた子船は全長8.95メートル、総トン数2.4トンであった。
工作子船が用いられるのは、もっぱら日本浸透の際に限られる。韓国の海岸に接近するときには、ほぼ同じ大きさの半潜水艇が用いられてきた。韓国においては、北朝鮮の工作船が見つかればすぐに戦闘が開始されるので、子船やゴムボートでの海岸への接近がたいへん危険なためである。
横田めぐみなど拉致被害者の目撃証言で知られる北朝鮮の元工作員、安明進の証言によれば、工作子船はエンジン音を隠すために排気ガスを水中に吐き出すように造られており、外側には軽い音を立てながら煙を吐き出す仮煙突まで設けられていて、外見上は釣り船かごく小規模の漁船にしか見えないよう偽装されている。また、ほとんどの工作船には日本製100マイルレーダーと40マイルレーダーが備えられていて、ロラン受信機やソナー（水中探知機）なども装備しているので、正確な日本侵入経路を設定することや日本の警備艇の追撃をかわすことは決して難しいことではない。多くの場合、工作船には個人用の小型武器から小型ミサイルに至るまで各種の武器が搭載されているので、万一の場合には応戦し、日本の偵察機や巡視船艇を破壊することも可能であるという。

## 波紋
1977年に自宅から失踪した松本京子（当時、鳥取県米子市在住）の兄は、1987年の大韓航空機爆破事件後の韓国での取り調べ中に実行犯金賢姫が自身の日本語教育係として「李恩恵」の名を挙げ、1988年、そのモンタージュ写真が公表されたとき、「（妹の京子は）もしかしたら北朝鮮にいるのかな」と初めて思ったという。それが確信に変わったのは、1990年に発生したこの事件に接してのことであった。